# Pherallodiscus varius
Pherallodiscus varius  — вид риб родини Присоскоперові (Gobiesocidae). 

## Поширення
Вид зустрічається на сході Тихого океану біля берегів Мексики.